# Gela Szeksztajn-Lichtensztajn
Gela Szeksztajn-Lichtensztajn (ur. 1907 w Warszawie, zm. 21 kwietnia 1943 w Warszawie) – polska malarka i graficzka pochodzenia żydowskiego, żona działacza Poalej Syjon-Lewicy Izraela Lichtensztajna.

## Życiorys

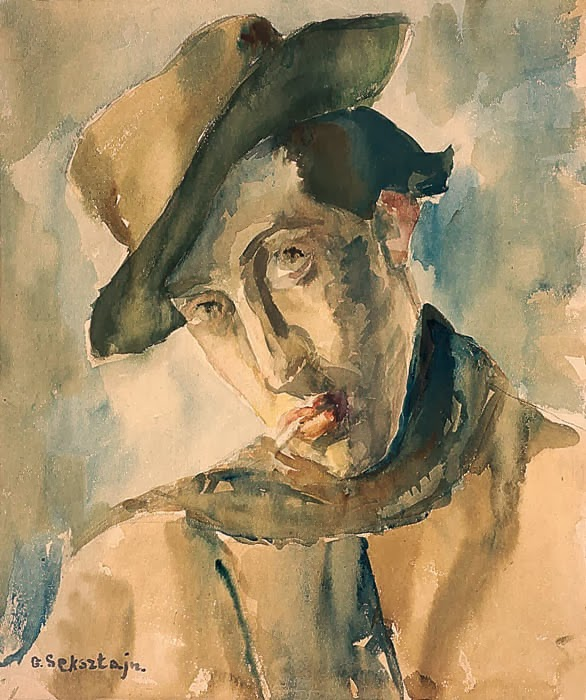
Portret mężczyzny w kapeluszu autorstwa Geli Szeksztajn-Lichtensztajn.

Artystka urodziła się żydowskiej rodzinie rzemieślniczej w Warszawie. W latach 30. uzyskała stypendium Ministerstwa Wyznań Religijnych i Oświecenia Publicznego, które umożliwiło jej podjęcie studiów w Akademii Sztuk Pięknych w Krakowie. Po ukończeniu studiów rozwijała działalność malarską w stolicy. Wystawiała swoje prace m.in. w Żydowskim Towarzystwie Krzewienia Sztuk Pięknych i w Stowarzyszeniu Żydowskich Artystów Plastyków. W roku 1938 poślubiła warszawskiego nauczyciela, publicystę i działacza politycznego Izraela Lichtensztajna. Zamieszkali przy ul. Okopowej 29/23. 4 listopada 1940 urodziła córkę Margolin czy Margalit/Margelit.
Po wybuchu II wojny światowej wraz z rodziną została przesiedlona do getta warszawskiego, gdzie pracowała jako nauczycielka rysunku w żydowskiej szkole. Za swoją działalność i pracę z dziećmi otrzymała nagrodę prezesa Judenratu Adama Czerniakowa.
Jej mąż podczas okupacji niemieckiej współtworzył wraz z Emanuelem Ringelblumem organizację Oneg Szabat. 
Zginęła wraz z mężem i córką krótko po wybuchu powstania w getcie warszawskim. Około sto jej prac znajduje się obecnie w Muzeum Żydowskiego Instytutu Historycznego w Warszawie.